# Hurricane Hutch

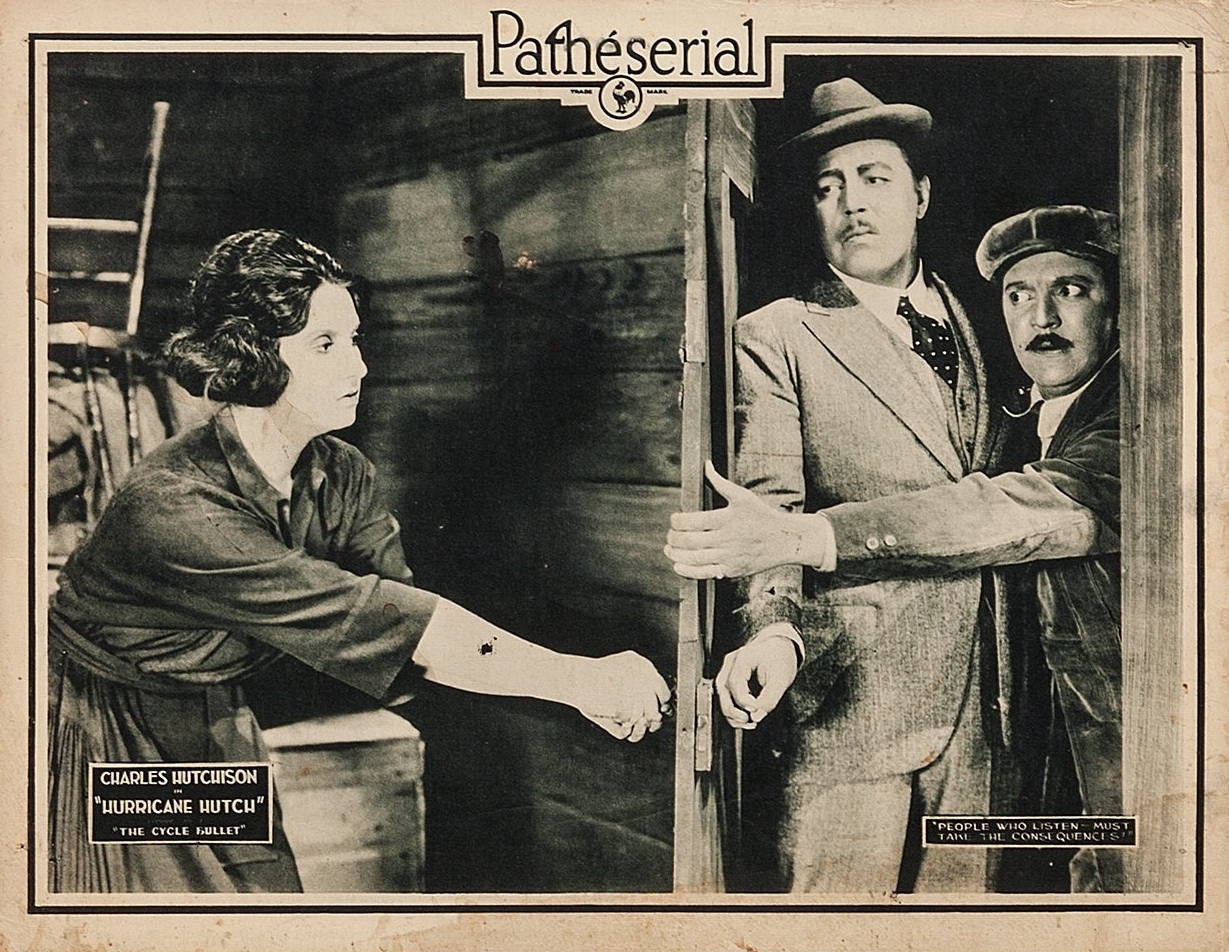
Cena do seriado Hurricane Hutch, 1921.

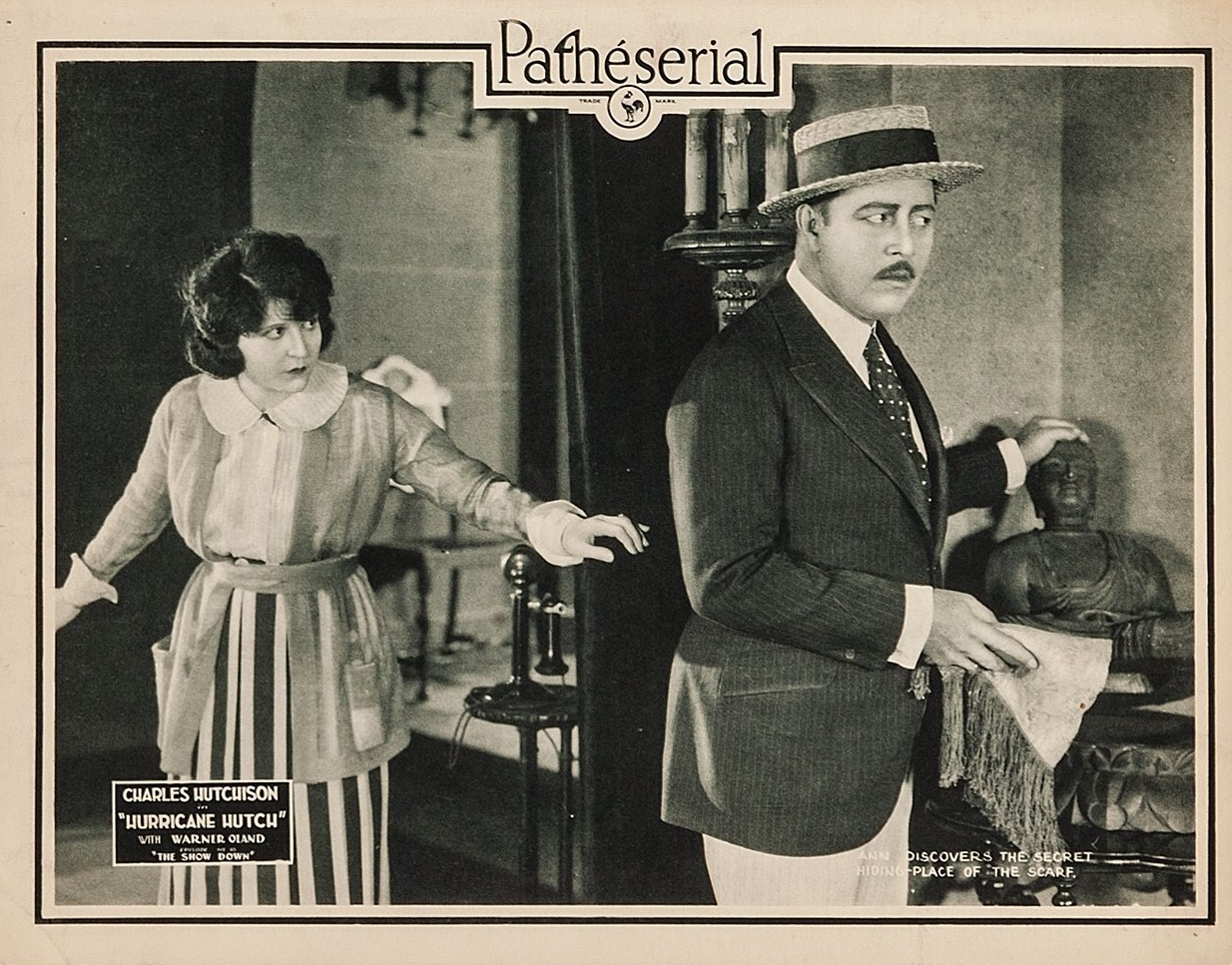
Cena do seriado Hurricane Hutch, 1921.

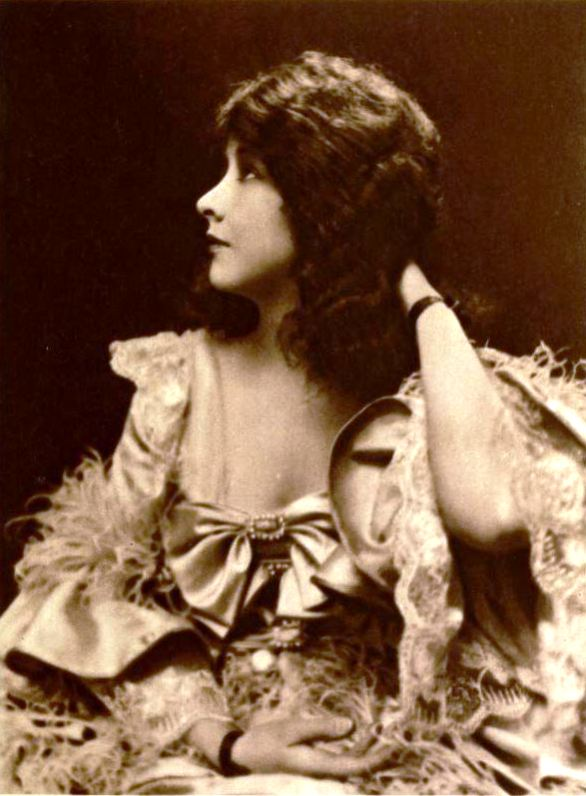
Lucy Fox, atriz do seriado.

Hurricane Hutch é um seriado estadunidense de 1921, gênero aventura, dirigido e produzido por George B. Seitz, em 15 capítulos, estrelado por Charles Hutchison e Lucy Fox. Foi produzido pela George B. Seitz Productions, distribuído pela Pathé Exchange, e veiculou nos cinemas estadunidenses entre 25 de outubro de 1921 e 1 de janeiro de 1922.
Este seriado é considerado perdido. Um trailer do filme está conservado nos arquivos da Livraria do Congresso.

## Sinopse
A história diz respeito a uma fábrica de papel, uma hipoteca e a luta para obter a fórmula perdida para produzir um tipo de papel especial feito de algas.

## Elenco
- Charles Hutchison - Larry 'Hutch' Hutchdale
- Lucy Fox - Nancy Kellogg
- Warner Oland - Clifton Marlow
- Diana Deer - Belle Brinkley
- Ann Hastings - Ann Haviland
- Harry Semels - Jim Tiegerley
- Frank Redman - John Brinkley
- Tom Goodwin - Silas Haviland (creditado Tomas G. Goodwin)
- Charles 'Patch' Revada - Bill Hogan (creditado Charles Revada)
- Joe Cuny - Wilson Winslow

## Capítulos
1. The Secret Cipher
2. The Cycle Bullet
3. The Millionth Chance
4. Smashing Through
5. One Against Many
6. At the Risk of his Neck
7. On a Dangerous Coast
8. Double Crossed
9. Overboard
10. The Show Down
11. Hare and Hounds
12. Red Courage
13. Neck and Neck
14. The Secret of the Flame
15. The Last Duel

## Produção
Este seriado marcou a estreia do futuro diretor cinematográfico Spencer Gordon Bennet, no caso, como dublê, quando respondeu a um anúncio de jornal para saltar das Paliçadas do Rio Hudson, vestindo um terno, para o seriado. O próprio diretor George B. Seitz fez algumas cenas de dublê, no seriado.

## Seriado no Brasil
Hurricane Hutch estreou no Brasil em 23 de maio de 1927, no Cine Teatro São Pedro, pelo “Programa Matarazzo”, sob o título “Mantilha Prateada”.